# Hecamedoides
Hecamedoides is een vliegengeslacht uit de familie van de oevervliegen (Ephydridae).

## Soorten
- H. corleonensis (Canzoneri, 1980)
- H. costatus (Loew, 1860)
- H. glaucellus (Stenhammar, 1844)
- H. kelmorum Stuke, 2011
- H. morrii (Canzoneri & Rampini, 1981)
- H. unispinosa (Collin, 1943)
- H. unispinosus (Collin, 1943)